# Jimmie Rodgers
James Charles Rodgers (8 de setembre de 1897 – 26 de maig de 1933), conegut com a "Jimmie," va ser un cantant de country de principis del segle xx, conegut més pel seu cant tirolès rítmic. Figurava entre les superestrelles els primers llocs de les llistes de música country i els pioners de dit tipus de música, Rodgers era també conegut com a «The Singing Brakeman», «The Blue Yodeler», i «The Father of Country Music».

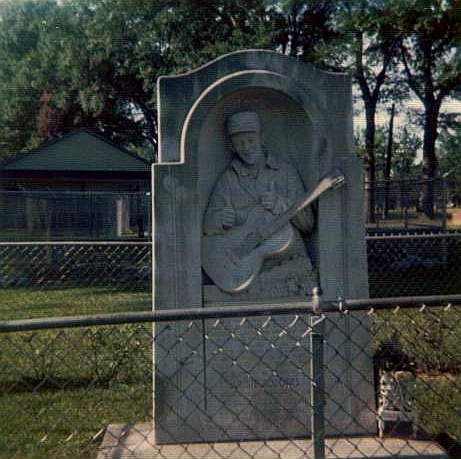
Monument a Jimmie Rodgers a Meridian, Mississipi